# 임진왜란 전투 목록
임진왜란 전투 목록은 임진왜란 중 있었던 전투 목록이다. 시간 순으로 작성되었으며, 모두 음력으로 표시했다.

## 1592년
- 다대포 전투 : 4월 13일 ~ 4월 15일
- 부산진 전투 : 4월 14일
- 동래성 전투 : 4월 15일
- 경상도 및 충청도 함락 : 4월 17일 ~ 4월 28일
- 상주 전투 : 4월 25일
- 충주 탄금대 전투 : 4월 28일
- 한강 전투 (1592년) : 5월 2일
- 옥포 해전 : 5월 7일
- 합포 해전 : 5월 7일
- 적진포 해전 : 5월 8일
- 해유령 전투 : 5월 16일
- 기강 전투 : 5월 18일
- 정암진 전투 : 5월 26일
- 사천 해전 : 5월 29일
- 당포 해전 : 6월 2일
- 당항포 해전 : 6월 5일
- 용인 전투 : 6월 5일
- 무계 전투 : 6월 6일
- 율포 해전 : 6월 6일
- 여주 전투 : 6월 10일
- 제1차 평양성 전투 : 6월 15일
- 임진강 전투(1592) :6월 27일
- 웅치 전투 : 7월 7일
- 이치 전투 : 7월 8일
- 한산도 대첩 : 7월 8일
- 제1차 금산 전투 : 7월 9일
- 안골포 해전 : 7월 10일
- 우척현 전투 : 7월 10일
- 제2차 평양성 전투, 해정창 전투 : 7월 17일
- 영천성 전투 : 7월 24일 ~ 7월 27일
- 지례 전투 : 7월 29일
- 제3차 평양성 전투 : 8월 1일
- 청주 전투 : 8월 1일
- 사천•고성•창원 공방전 : 8월 1일
- 제1차 경주 전투: 8월 2일
- 제2차 금산 전투 : 8월 18일
- 영원산성 전투 : 8월 25일
- 장림포 해전 : 8월 29일
- 화준구미 해전 : 9월 1일
- 다대포 해전 : 9월 1일
- 서평도 해전 : 9월 1일
- 절영도 해전 : 9월 1일
- 초량목 해전 : 9월 1일
- 부산포 해전 : 9월 1일
- 연안 전투 : 9월 2일
- 제2차 경주 전투 : 9월 8일
- 북관대첩 : 9월 16일 ~ 1593년 1월 28일
- 창원 전투 : 9월 27일
- 제1차 진주성 전투 : 10월 10일
- 독성산성 전투 : 12월 11일

## 1593년
- 제4차 평양성 전투 : 1월 9일
- 성주성 전투 : 1월 15일
- 벽제관 전투 : 1월 27일
- 웅포 해전 : 2월 10일 ~ 3월 6일
- 행주대첩 : 2월 12일
- 제2차 진주성 전투 : 6월 29일

## 1594년
- 제2차 당항포 해전 : 3월 4일
- 영등포 해전 : 10월 1일
- 장문포 해전 : 10월 4일

## 1597년
- 칠천량 해전 : 7월 16일
- 고령 전투 : 8월 15일
- 남원 전투 : 8월 16일
- 황석산성 전투 : 8월 16일
- 어란포 해전 : 8월 27일
- 직산 전투 : 9월 7일
- 벽파진 해전 : 9월 7일
- 명량 해전 : 9월 16일
- 석주관 전투 : 9월 22일
- 제1차 울산성 전투 : 12월 24일

## 1598년
- 절이도 해전 : 7월 19일
- 제2차 울산성 전투 : 9월 21일
- 사천성 전투 : 9월 28일
- 왜교성 전투 : 9월 20일 ~ 10월 7일
- 노량 해전 : 11월 19일
- 남해왜성 소탕전 : 11월 21일

## 기타
- 항왜
- 순왜
- 임진왜란 해전 목록
- 도요토미 히데요시
- 만력제
- 이몽학의 난
- 송유진의 난

## 같이 보기
- 임진왜란 해전 목록
- 한국의 역사
- 일본의 군사사